# Peter Goden

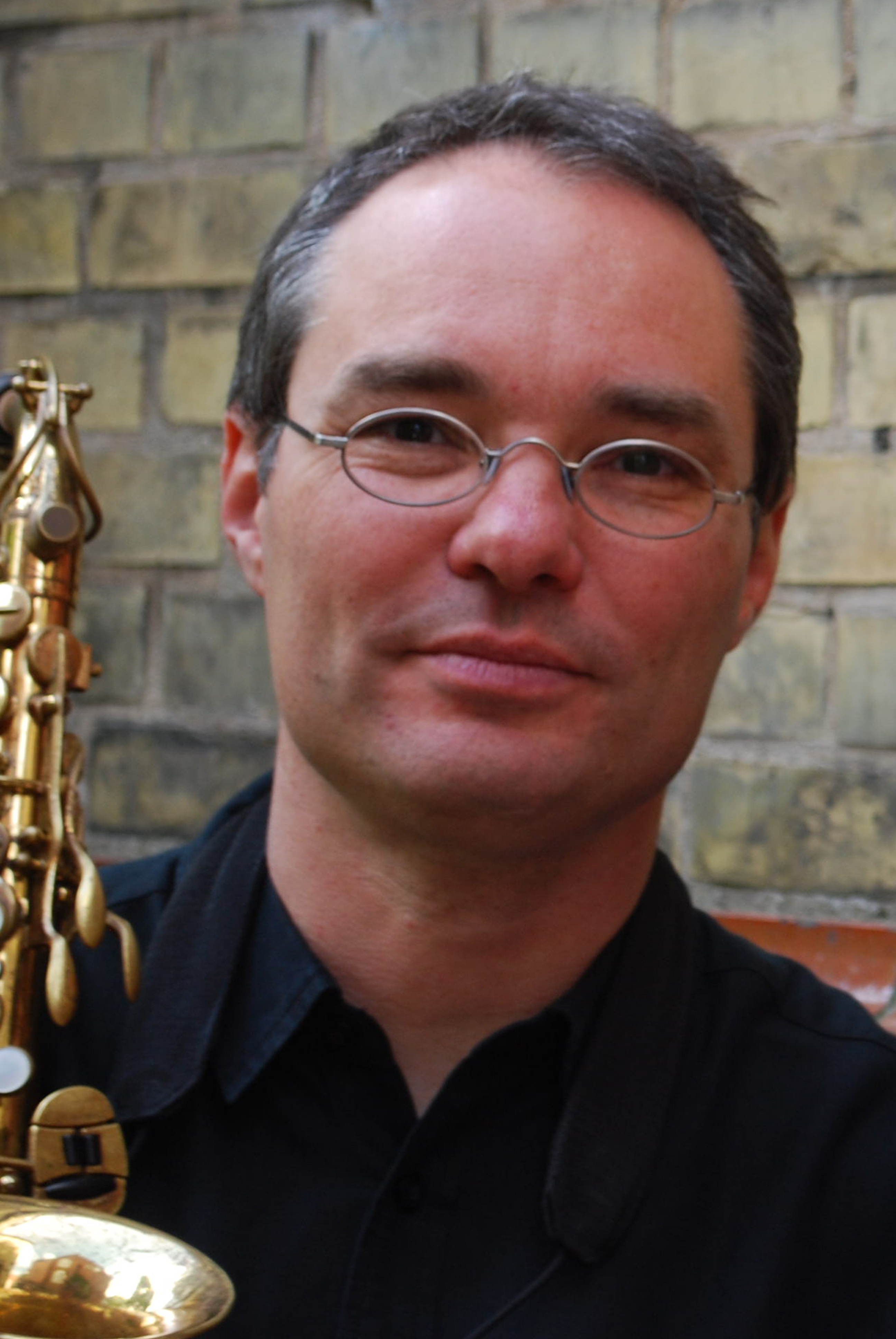
Peter Goden

Peter Goden (* 6. Mai 1968 in Duisburg) ist ein deutscher Jazzmusiker, Instrumentalmusiklehrer und Komponist.

## Leben
Peter Goden kam erst mit 18 Jahren zur Musik, lernte klassische Querflöte bei dem Duisburger Flötisten und Komponisten Karl-Heinz Gebauer, sowie Klavier bei Karla Frisch, beides mit dem Ziel, Jazz zu spielen. Erste Bands waren die 'Birds of Paradise' und 'R.L.Madison', letzteres ein Freejazz-Duo mit dem Schlagzeuger Birdy Steppuhn. Nach dem Studium der Musikwissenschaften, Pädagogik und Philosophie in Münster und Kiel widmete er sich zusätzlich dem Saxophon und der Klarinette und arbeitet seither als Musiker, Komponist, Arrangeur und Instrumentallehrer in Kiel und Umgebung in Schleswig-Holstein. 

## Projekte
JAZZ ORANGE: Mit dem Schlagzeuger Georg von Kügelgen, dem Pianisten Stephan Scheja und dem Bassisten Moritz Zopf gründete er 1998 die Band JAZZ ORANGE. Diese hat mit dem Bassisten Christian Wolff (seit 2003) 2015 die erste Studio-CD 'JAZZ ORANGE', 2017 die zweite Studio-CD 'MEER'und 2019 die dritte Studio-CD 'Die großen Spaziergänge' mit Kompositionen von Peter Goden eingespielt. Die CDs sind auf dem von Peter Goden gegründeten Label 'orange days records' erschienen. Seit 2019 ist auch der neuseeländische Saxophonist und Klarinettist Nils Olsen in der Band. Auftritte in Deutschland und Festivals (Jazz Baltica). 
LSQ: Des Weiteren ist Peter Goden Altsaxophonist im Lilienthaler Saxophon-Quartett LSQ mit Uwe Leuenhagen (Sopransax), Sabine Normann (Tenorsax) und Michael Kern (Baritonsaxophon).

## Diskographische Hinweise
- JAZZ ORANGE JAZZ ORANGE (orange days records, 2015)
- JAZZ ORANGE MEER (orange days records, 2017)
- JAZZ ORANGE Die großen Spaziergänge (orange days records, 2019)

## Werke
- Schabbes, Schabbes, Bärenreiter-Verlag (in zwei Versionen und mehreren Auflagen)[1]